# Policía Metropolitana de Londres

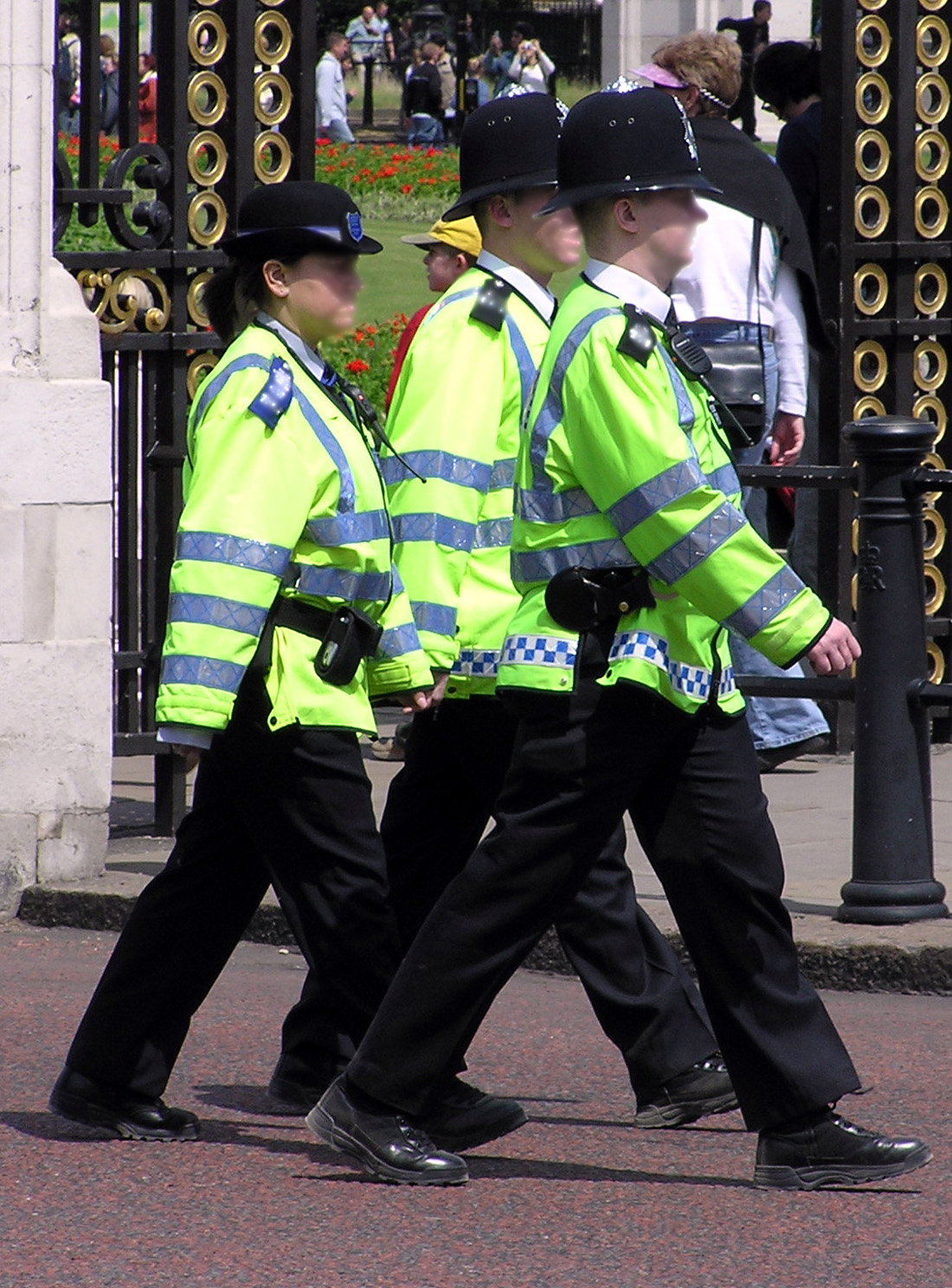
Dos oficiales y una oficial de apoyo cerca del palacio de Buckingham.

El Servicio de Policía Metropolitana (en inglés, Metropolitan Police Service, MPS), conocido popularmente en español como Policía Metropolitana de Londres, es el cuerpo de policía responsable de la seguridad del Gran Londres, exceptuando la ciudad de Londres, que es responsabilidad de la Policía de la Ciudad de Londres.
La sede de la Policía Metropolitana está en New Scotland Yard, en Westminster, y es conocida como Scotland Yard. A la cabeza de la policía está el comisionado de Policía de la Metrópolis . El cargo es actualmente ocupado por Cressida Dick, quien se desempeña en dicha posición desde febrero de 2017. El comisionado debe responder al rey, al Ministerio del Interior y al alcalde de Londres.
Es la principal fuerza policial del Reino Unido, prestando apoyo y servicios en todo el territorio, a diferencia de otras agencias que suelen desempeñarse solo en su área. Debido a su ubicación y relevancia, posee tareas únicas para su jurisdicción, como coordinar y encargarse de las operaciones de contraterrorismo en todo el país, proteger a la familia real británica, a ciertos miembros del Gobierno de Su Majestad y a otras personas de importancia según sea apropiado. Debido a su jurisdicción en la capital, también protegen las embajadas y lugares de importancia tales como el Palacio de Westminster y Downing Street, así como el aeropuerto de Heathrow (el más concurrido en toda Europa).
A fecha de septiembre de 2019, la Policía Metropolitana registró 41 139 trabajadores a tiempo completo. Este número incluye 30 940 oficiales de policía, un equipo de soporte de 8 472 personas, 1 273 oficiales de asistencia de la comunidad,  y 714 oficiales designados. Estos números no incluyen a los 1 838 inspectores especiales, que trabajan para la policía de manera voluntaria y poseen los mismos uniformes y poderes que el resto del personal. Esto convierte a la Policía Metropolitana, en términos de personal, a la más extensa fuerza de policía en el Reino Unido, por un margen significativo, y en una de las más numerosas del mundo. Geográficamente (excluyendo las responsabilidades nacionales y tomando solo el área designada), poseen uno de los distritos más pequeños del país.

## Historia
El Servicio de Policía Metropolitano fue fundado en 1829 por Robert Peel bajo un Acto Parlamentario llamado Metropolitan Police Act 1829, apareciendo en el mes de septiembre de dicho año los primeros inspectores del servicio en las calles de Londres. En 1839, la Marine Police Force (Fuerza de policía marina), fundada en 1798, fue amalgamada en la Nueva Policía Metropolitana. En 1837, también incorporaron a la Bow street horse patrol, que había sido organizada en  1805.

## Roles
Debido a su ubicación central, la agencia cumple con diferentes roles en todo el territorio del Reino Unido. En primer lugar, son la fuerza de policía cotidiana de Londres, proveyendo seguridad a más de ocho millones de personas, y desempeñando roles de patrulla y vigilancia, así como respondiendo a incidentes cotidianos. Mientras que la mayoría de oficiales que patrullan no portan armas de fuego, existen equipos de patrulla armados en zonas específicas. La policía metropolitana posee diferentes grupos especiales para poder cumplimentar las tareas que le son asignadas.

### Grupo de Protección de la Realeza (SO14)
La agencia posee un grupo conocido como Grupo de Protección de la Realeza (SO14) (Royalty Protection Group (SO14)), que se encarga de proteger a la familia real, tanto en el país como en el extranjero y sus residencias. Los detectives que trabajan en este grupo se encuentran divididos en tres tareas principales:
- Protección residencial: Detectives uniformados protegen las residencias reales (en conjunto con el Ejército británico), y al público que las visita.
- Guardaespaldas: Similar al Servicio Secreto, no se encuentran uniformados y acompañan a los miembros de la familia real diariamente. Su armamento incluye pistolas Glock 17, y se encuentran entrenados en primeros auxilios, además de haber pasado un riguroso entrenamiento. Asimismo, protegen a líderes extranjeros cuando se encuentran de visita en el Reino Unido. Han respondido en varios incidentes. En el año 2000, un detective realizó dos disparos mientras se encontraba a bordo del tren real, en el cual viajaba la reina Isabel II y el duque Felipe de Edimburgo.[15] También respondieron a un intento de asesinato al príncipe Carlos en Australia.[16]
- Grupo de escolta especial: Es la sección motorizada que provee seguridad para la familia real mientras son trasladados. Utilizan motocicletas de gran velocidad y vehículos blindados. Se encuentran armados con pistolas y carabinas.

### Unidad de Respuesta Armada (ARV)
Dado que la policía por lo general no porta armas en el Reino Unido, existen unidades motorizadas de respuesta armada (Armed Response Vehicle, ARV), que asisten cuando en una situación están envueltas armas de fuego. Las unidades de respuesta armada se trasladan en vehículos de gran velocidad, y están equipados con pistolas y rifles de asalto, así como con equipamiento de protección y kits de primeros auxilios. En todo momento, varias unidades de respuesta armada se encuentran circulando. El tiempo de respuesta es en promedio de 7 minutos.
En algunos casos, los oficiales se trasladan en vehículos no identificables.
Los oficiales de la unidad entrenan regularmente para una variedad de situaciones, y deben poseer certificaciones en el uso de armas.

### Unidad antiterrorista (CTSFO)
Los oficiales especiales de armas de fuego contra el terrorismo (Counter-terrorism Special Firearms Officers, CTSFO) responden a incidentes relacionados con el terrorismo en todo el territorio nacional, incluyendo situaciones relacionadas con explosivos y rehenes. Están altamente entrenados para responder en una gran variedad de situaciones y escenarios, como lo son edificios, aviones, trenes, buses y barcos.  Constituyen el "SWAT" de la Policía Metropolitana. 
Los oficiales del CTSFO suelen haber formado parte de equipos de respuesta armada, y son entrenados de acuerdo a rigurosos estándares en Kent.

## Organización y estructura
El servicio se encuentra organizado en los siguientes directorios:
- Frontline Policing
- Met Operations
- Specialist Operations
- Directorate of Professionalism
- Shared Support Services

Cada directorado es supervisado por un Comisionado Asistente.

### Rangos
El Servicio de Policía Metropolitana usa la estructura clásica de los rangos de policía británicos.
A partir de octubre de 2003 se aprobó que los oficiales e inspectores lleven un distintivo con su rango seguido por su nombre adosado a su uniforme (mediante velcro o similares). Los mismos comenzaron a utilizarse en septiembre de 2004. Además, cada oficial posee un número identificatorio en los hombros y a veces en otras partes del uniforme. Es política institucional que los mismos deben estar visibles a todos los miembros del público.
| Oficial de policía Constable     | Sargento Sergeant                      | Inspector                     | Jefe inspector Chief Inspector      | Superintendente Superintendent     | Jefe superintendente Chief Superintendent | Comandante Commander                    | Comisionado asistente auxiliar Deputy Assistant Commissioner                  | Comisionado asistente Assistant Commissioner                           | Comisionado auxiliar Deputy Commissioner                            | Comisionado de Policía de la Metrópolis Police Commissioner of the Metropolis |
| -------------------------------- | -------------------------------------- | ----------------------------- | ----------------------------------- | ---------------------------------- | ----------------------------------------- | --------------------------------------- | ----------------------------------------------------------------------------- | ---------------------------------------------------------------------- | ------------------------------------------------------------------- | ----------------------------------------------------------------------------- |
| Metropolitan Police PC Epaulette | Metropolitan Police Sergeant Epaulette | UK Police Inspector Epaulette | UK Police Chief Inspector Epaulette | UK Police Superintendant Epaulette | UK Police Chief Superintendant Epaulette  | Metropolitan Police Commander epaulette | Metropolitan Police Deputy Assistant Commissioner of the Metropolis epaulette | Metropolitan Police Assistant Commissioner of the Metropolis Epaulette | Metropolitan Police Deputy Commissioner of the Metropolis Epaulette | Metropolitan Police Commissioner of the Metropolis Epaulette                  |

La agencia también posee cuerpos de cadetes, cada uno con su estructura interna.
Los miembros del departamento de investigación criminal (CID) agregan "Detective" como prefijo a sus rangos, al igual que otros departamentos, como el Special Branch (SO12) y los servicios de protección infantil.